# Smrk ajanský
Smrk ajanský (Picea jezoensis) je druh jehličnatého stromu původem z východní Asie.

## Popis
Jedná se o strom, který dorůstá až 50 m výšky a průměru kmene až 1,5 m. Borka je nejdříve hnědá a hladká, později tmavě hnědá, nepravidelně šupinatá nebo rozpraskaná. Koruna je většinou pyramidální až široce kuželovitá, větvičky mají žlutavou později až žlutohnědou barvu, jsou lysé až řídce pýřité. Jehlice jsou na průřezu zploštělé, trochu zakřivené, asi 1−2,5 cm dlouhé a 1,5–2 mm široké, na vrcholu špičaté až zašpičatělé. Samičí šišky jsou za zralosti hnědé nebo žlutohnědé, podlouhle válcovité až úzce vejčité, asi 3–7 cm dlouhé a asi 2–3,5 cm široké. Šupiny samičích šišek jsou za zralosti vejčitě podlouhlé až kosočtverečné, nejširší uprostřed, na vrcholu často nahoru zahnuté, asi 12 mm dlouhé a 7–8 mm široké, okraje jsou nepravidelně jemně zoubkované, vrchol je téměř uťatý až zaokrouhlený. Semena s křídlem asi 6–10 cm dlouhá.

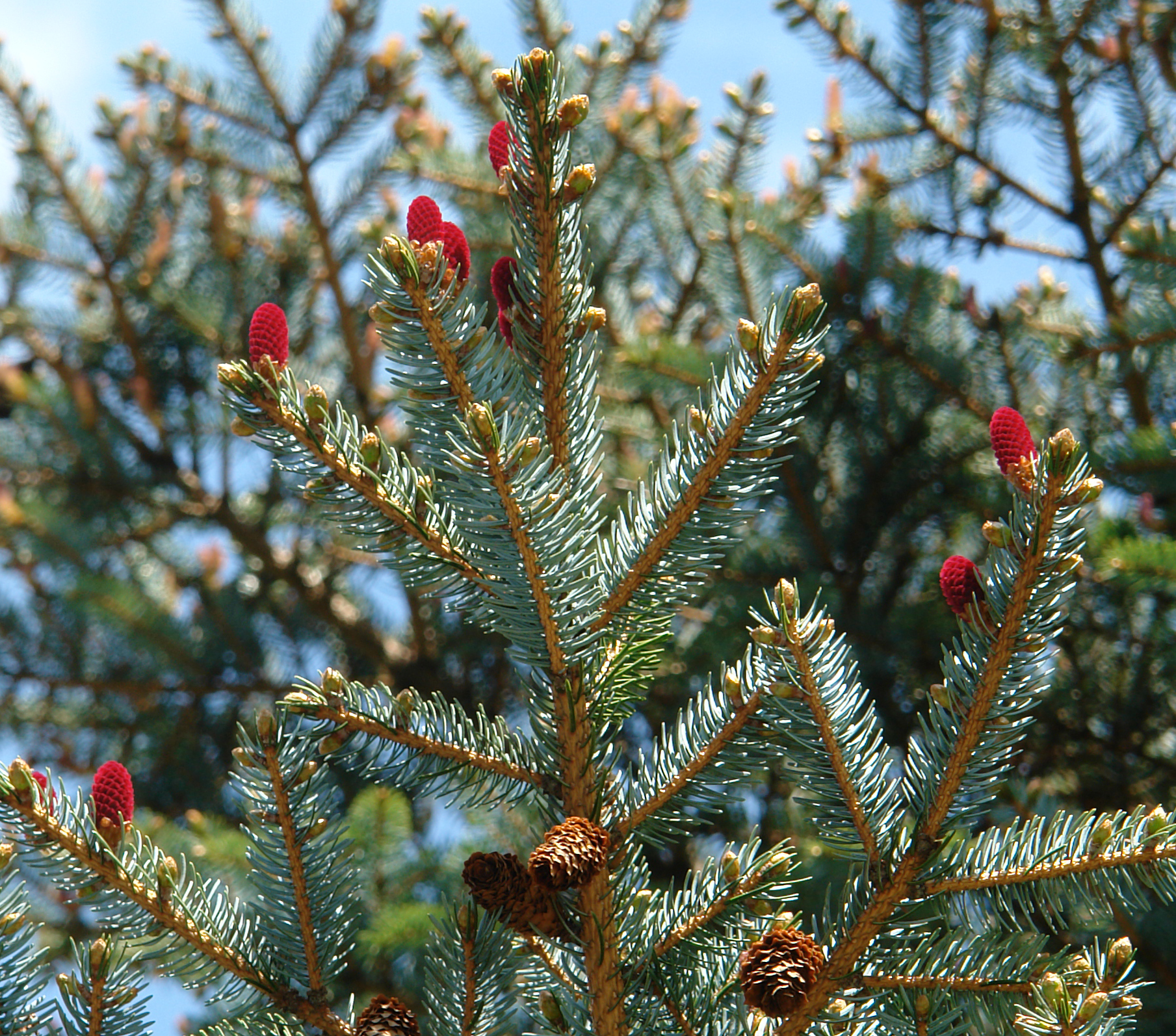
Větvička se šiškami

## Rozšíření
Smrk ajanský je přirozeně rozšířen v Japonsku, a to na ostrovech Honšú a Hokkaidó, dále se vykytuje na Kurilských ostrovech, ruském dálném východě (Sachalin, centrální Kamčatka, Ussurijská oblast), přesahuje i do Severní Koreje a do severovýchodní Číny (Chej-lung-ťiang, Ťi-lin, Vnitřní Mongolsko).

## Variabilita
Jedná se o variabilní druh. Populace v jižní části areálu na ostrově Honšú je popisována jako Picea jezoensis subsp. hondoensis. Má na rozdíl od nominátní subspecie více načervenalou kůru, jemněji rozpraskanou s menšími šupinami, kratší jehlice a další znaky. Ve zbytku areálu roste nominátní subsp. jezoensis. U nominátního poddruhu jsou rozlišovány variety, např. var. komarowii, která má světleji žluté mladé větévky a menší šišky. Vyskytuje se v Číně, Severní Koreji a v Rusku Dále je rozlišována var. microsperma, rozšířená v Číně a východním Rusku. Nominátní varieta jezoensis je známa jen z východního Ruska a Japonska.

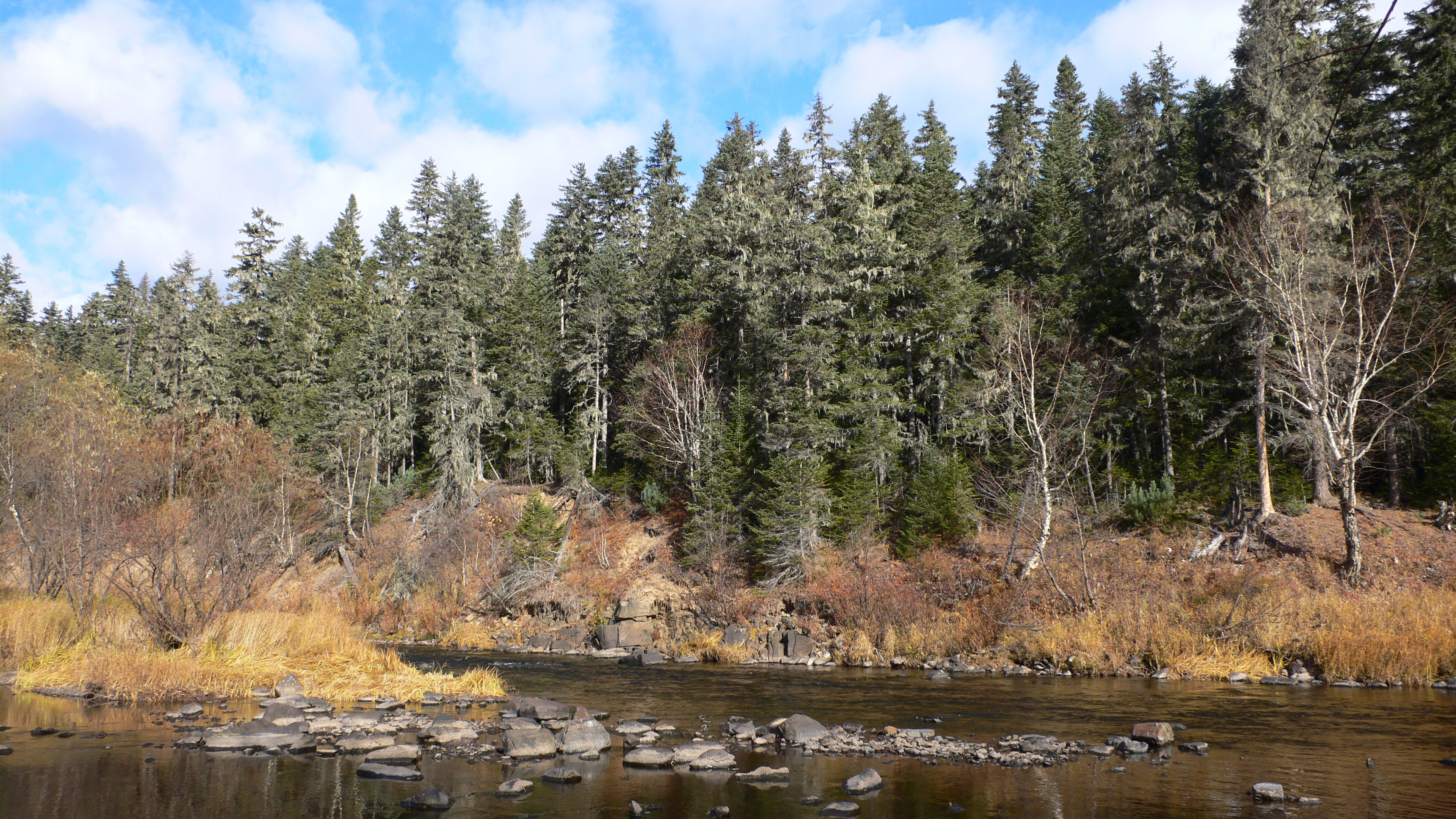
Smíšený les jedle mandžuské (Abies nephrolepis) a smrku ajanského (Picea jezoensis)

## Ekologie
Smrk ajanský je příbuzný severoamerickému druhu smrk sitka (Picea sitchensis) a podobá se mu i ekologicky v tom, že jeho areál nesahá příliš daleko od pobřeží Pacifiku. Vytváří zde společenstva smrčin, které jsou buď bez příměsí nebo téměř bez příměsí jiných dřevin, někde jsou časté smíšené lesy smrku ajanského a jedle sachalinské (Abies sachalinensis) nebo jedle mandžuské (Abies nephrolepis). Smrčiny s dominancí smrku ajanského patří do třídy Vaccinio-Piceetea, svazů: Piceion jezoensis, Abieti nephrolepidis-Piceion jezoensis and Pino pumilae-Piceion jezoensis. Také smrčiny s dominancí smrku ajanského jsou ovlivňovány přírodními procesy, jako je např. vítr, který vytváří polomy. Jsou známy i kůrovcové kalamity v těchto smrčinách, které mnohdy navazují právě na rozsáhlé polomy. Tyto kalamity způsobuje např. druh kůrovce známý i z České republiky, Ips typographus, zde je rozlišována forma japonicus. Například rozsáhlá kalamita byla zaznamenána mezi léty 1983 a 1986 na ostrově Hokkaidó.

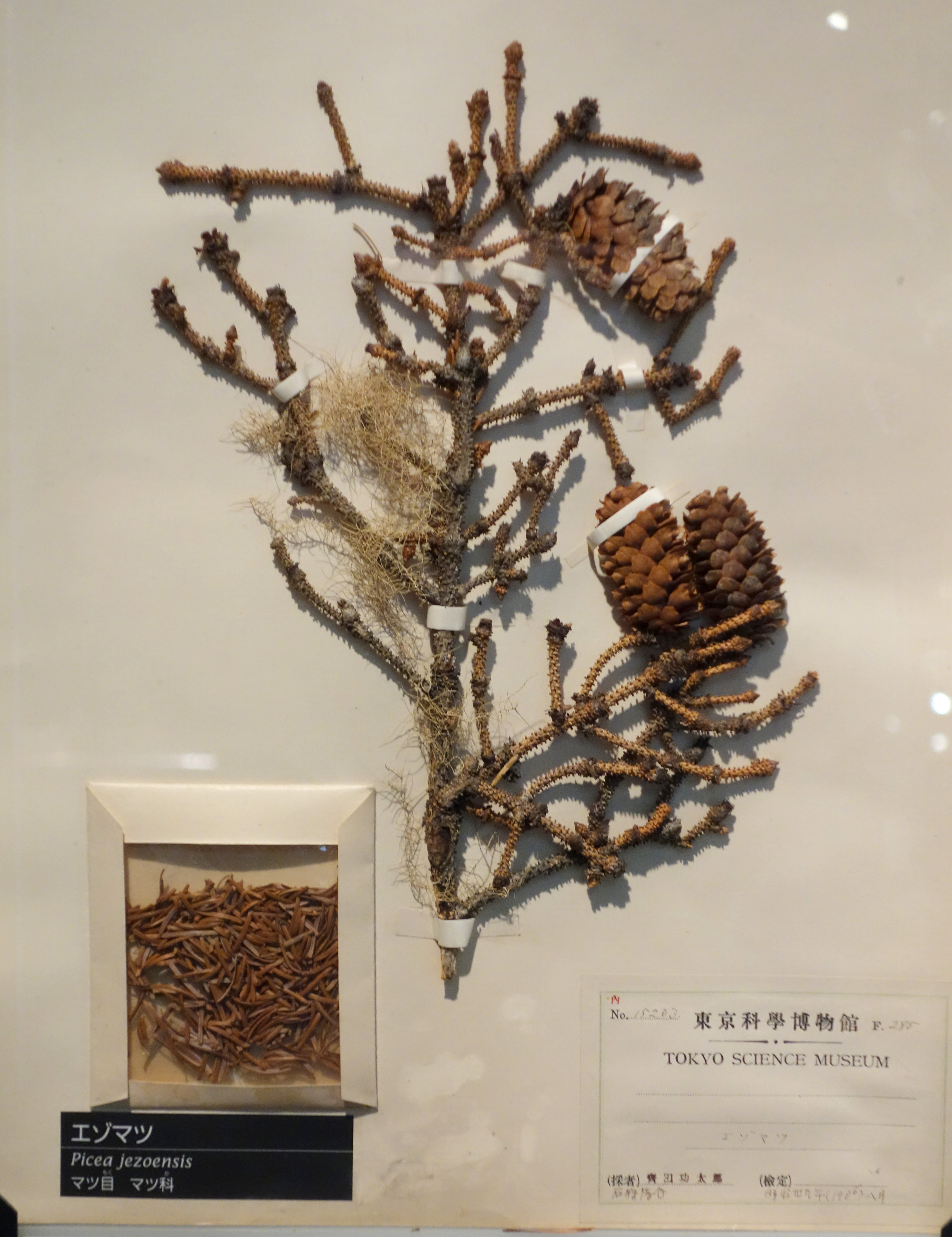
Šiška

## Využití
Ve své domovině je to důležitá dřevina, která je v lesnictví ceněna pro kvalitní dřevo. Ve střední Evropě se s ním setkáme jen výjimečně v arboretech, například mladý jedinec roste v arboretu Žampach, dále je udáván např. z arboreta Semetín a z Průhonic.